# 김용정 (1942년)
김용정(金湧精, 1942년 4월 13일~2024년 7월 2일)는 대한민국의 언론인이다. 본관은 김해(金海)이다.

## 학력
- 1959년 목포고등학교 졸업
- 1965년 서울대학교 중어중문학과 졸업
- 1980년 홍콩대학교 중국정치과 1년 수료

## 병역
- 1961년~1962년 육군 상병

## 경력
- 1964년 한국일보 수습 기자
- 1978년 한국일보 사회부, 외신부 차장
- 1982년 한국일보 외신부장
- 1984년 한국일보 특집부장
- 1985년 한국일보 편집국 부국장
- 1985년 한국일보 홍콩특파원
- 1987년~1988년 한국일보 홍콩지사장
- 1989년 한국일보 업무1국 국장
- 1993년 한국일보 판매1국 국장
- 1994년 한국일보 논설위원
- 1998년 11월~2000년 3월 한국케이블TV방송협회 전무이사 겸 사무총장
- 2000년 3월 한국케이블TV방송협회 상근부회장(회장 직무대행)
- 2002년 12월 아시아 케이블위성방송협회 동북아담당 부회장

## 가족 관계
- 배우자: 민향심
- 아들: 김상철, 김상호, 김상진